# Nati nel 1901/Gennaio
| Questa pagina contiene informazioni ricavate automaticamente dalle voci biografiche con l'ausilio del template Bio e di un bot. L'aggiornamento è periodico e automatico e ricostruisce completamente la pagina. Se manca una persona in questa lista, sei pregato di non aggiungerla, ma accertati piuttosto che la sua voce biografica contenga il template Bio e che i dati anagrafici siano correttamente compilati. Se il template Bio manca, inseriscilo tu stesso o, in alternativa, metti l'avviso {{tmp\|Bio}} che ne segnala la mancanza. Se i dati riportati sono sbagliati, correggi direttamente la voce biografica; le modifiche saranno visibili in questa lista entro pochi giorni. Per chiarimenti vedi il progetto biografie. La lista contiene solo le 138 persone che sono citate nell'enciclopedia e per le quali è stato implementato correttamente il template Bio. Pagina aggiornata al 10 mag 2025. |

- 1º gennaio - Filippo Anfuso, politico e diplomatico italiano († 1963)
- 1º gennaio - Vittorio Corona, pittore italiano († 1966)
- 1º gennaio - Francesco Saverio D'Angelo, politico e letterato italiano († 1988)
- 1º gennaio - Otto Fischer, calciatore e allenatore di calcio austriaco († 1941)
- 1º gennaio - Francesco Sensidoni, ingegnere italiano († 1974)
- 1º gennaio - Antonino Spinelli, chirurgo e politico italiano († 1985)
- 1º gennaio - Martin Unrein, generale tedesco († 1972)
- 1º gennaio - Michelangelo Virgillito, imprenditore italiano († 1977)
- 1º gennaio - Samuel Zauber, calciatore rumeno († 1986)
- 2 gennaio - Lew Landers, regista e attore statunitense († 1962)
- 2 gennaio - Gerda Munck, schermitrice danese († 1986)
- 2 gennaio - Allene Ray, attrice statunitense († 1979)
- 3 gennaio - Walter Joachim, calciatore austriaco († 1976)
- 3 gennaio - Francesco Mottola, presbitero italiano († 1969)
- 3 gennaio - Ngô Đình Diệm, politico vietnamita († 1963)
- 3 gennaio - Eric Voegelin, filosofo, politologo e storico tedesco († 1985)
- 4 gennaio - Ernesto Chaparro, calciatore cileno († 1957)
- 4 gennaio - Cyril Lionel Robert James, storico, scrittore e politico trinidadiano († 1989)
- 4 gennaio - Marian Spoida, calciatore polacco († 1940)
- 4 gennaio - Ferdinando Trigona Della Floresta, avvocato e politico italiano († 1963)
- 4 gennaio - Rune Wenzel, calciatore svedese († 1977)
- 4 gennaio - Hermann zu Leiningen, pilota automobilistico tedesco († 1971)
- 5 gennaio - Alvaro Ciabatti, calciatore italiano
- 5 gennaio - Tommy Cook, calciatore, allenatore di calcio e crickettista inglese († 1950)
- 5 gennaio - František Faltus, ingegnere ceco († 1989)
- 5 gennaio - Branimir Porobić, calciatore jugoslavo († 1952)
- 6 gennaio - José Gaspar d'Afonseca e Silva, arcivescovo cattolico brasiliano († 1943)
- 6 gennaio - Pietro Berri, medico e musicologo italiano († 1979)
- 6 gennaio - Johanna de Boer, schermitrice olandese († 1984)
- 6 gennaio - Tómas Guðmundsson, poeta e saggista islandese († 1983)
- 6 gennaio - Nikolaj Afanas'evič Krjučkov, attore sovietico († 1994)
- 6 gennaio - Romolo Sartoris, calciatore italiano († 1983)
- 7 gennaio - Italo Briano, editore, pubblicista e divulgatore scientifico italiano († 1985)
- 7 gennaio - James Nelson, calciatore scozzese († 1956)
- 8 gennaio - Antonio Bareggi, politico italiano († 1950)
- 8 gennaio - Robert Sherbrooke, ammiraglio britannico († 1972)
- 8 gennaio - Joe Sullivan, hockeista su ghiaccio canadese († 1988)
- 9 gennaio - Vilma Bánky, attrice ungherese († 1991)
- 9 gennaio - Karl Möckel, militare tedesco († 1948)
- 9 gennaio - Marianne Oswald, cantante e attrice francese († 1985)
- 9 gennaio - Chic Young, fumettista statunitense († 1973)
- 10 gennaio - Ludwig Bogner, alpinista tedesco († 1974)
- 10 gennaio - Giovanni Geloso, ingegnere e imprenditore italiano († 1969)
- 10 gennaio - Harry Harvey, attore statunitense († 1985)
- 10 gennaio - Stanislav Kalesnik, fisico e geografo sovietico († 1977)
- 10 gennaio - Giuseppe Pancera, ciclista su strada italiano († 1977)
- 10 gennaio - Heinrich Christian Siekmeier, politico tedesco († 1982)
- 10 gennaio - Pauline Starke, attrice statunitense († 1977)
- 10 gennaio - Henning von Tresckow, generale tedesco († 1944)
- 11 gennaio - Salvador Cardona, ciclista su strada spagnolo († 1985)
- 11 gennaio - Gioacchino Ernesto di Anhalt, duca († 1947)
- 11 gennaio - Kwon Ki-ok, aviatrice coreana († 1988)
- 11 gennaio - Joanna Roos, attrice e drammaturga statunitense († 1989)
- 11 gennaio - Bruno Stefani, fotografo italiano († 1978)
- 12 gennaio - Pedro Manuel Benítez, calciatore paraguaiano († 1974)
- 12 gennaio - Kurt Jooss, ballerino e coreografo tedesco († 1979)
- 12 gennaio - Karl Künstler, militare tedesco († 1945)
- 12 gennaio - Aurora Mardiganian, attrice e scrittrice armena († 1994)
- 12 gennaio - Giovanni Stracuzzi, calciatore, allenatore di calcio e dirigente sportivo italiano († 1967)
- 13 gennaio - A. B. Guthrie Jr., scrittore, sceneggiatore e giornalista statunitense († 1991)
- 13 gennaio - Dietrich Opitz, orientalista tedesco († 1992)
- 14 gennaio - Bebe Daniels, attrice, cantante e ballerina statunitense († 1971)
- 14 gennaio - Vittorio Galluzzi, avvocato e politico italiano († 1970)
- 14 gennaio - Dina Perbellini, attrice e doppiatrice italiana († 1983)
- 14 gennaio - Hinrich Schuldt, generale tedesco († 1944)
- 15 gennaio - Fritz Bechtold, alpinista e ingegnere tedesco († 1961)
- 15 gennaio - Paul Dorn, geologo tedesco († 1959)
- 15 gennaio - Marcel Schumann, calciatore lussemburghese († 1989)
- 16 gennaio - Fulgencio Batista, generale e politico cubano († 1973)
- 16 gennaio - Narve Bonna, saltatore con gli sci norvegese († 1976)
- 16 gennaio - Frank Zamboni, imprenditore statunitense († 1988)
- 16 gennaio - Giovanni Lorenzi, architetto e ingegnere italiano († 1962)
- 16 gennaio - Laura Riding, scrittrice, poetessa e critica letteraria statunitense († 1991)
- 16 gennaio - Artur Svensson, velocista svedese († 1984)
- 17 gennaio - Giacomo Bergamino, calciatore italiano († 1960)
- 17 gennaio - Nils Berntsen, calciatore norvegese († 1929)
- 17 gennaio - Susana Calandrelli, scrittrice, poetessa e drammaturga argentina († 1978)
- 17 gennaio - Aron Gurwitsch, filosofo lituano († 1973)
- 17 gennaio - Ñico Saquito, musicista, chitarrista e cantante cubano († 1982)
- 17 gennaio - Robert Wyss, pallanuotista e nuotatore svizzero († 1956)
- 18 gennaio - Marian Constance Blackton, sceneggiatrice e attrice statunitense († 1993)
- 18 gennaio - Francesco Blando, calciatore italiano († 1946)
- 18 gennaio - Bartolomeo Poggi, calciatore italiano
- 18 gennaio - Andrea Poli, calciatore italiano († 1987)
- 18 gennaio - Orfeo Radaelli, calciatore italiano
- 18 gennaio - Vincenzo Russo, politico e avvocato italiano († 1976)
- 19 gennaio - Charles Berthelot, calciatore francese († 1940)
- 19 gennaio - Hans Moser, cavallerizzo svizzero († 1974)
- 19 gennaio - Dunc Munro, hockeista su ghiaccio canadese († 1958)
- 19 gennaio - Daniel-Rops, saggista e romanziere francese († 1965)
- 19 gennaio - Fred Uhlman, scrittore e avvocato tedesco († 1985)
- 20 gennaio - Louis Boyer, astronomo francese († 1999)
- 20 gennaio - Leopoldo Cassese, storico e archivista italiano († 1960)
- 20 gennaio - Luigi Gallino, calciatore italiano († 1979)
- 20 gennaio - Karl Gilg, scacchista cecoslovacco († 1981)
- 20 gennaio - Béla Rebró, calciatore e allenatore di calcio ungherese († 1970)
- 21 gennaio - Lamberto Anichini, calciatore italiano († 1980)
- 21 gennaio - Giuseppe Burzio, arcivescovo cattolico italiano († 1966)
- 21 gennaio - Ennio Cerlesi, attore, regista e doppiatore italiano († 1951)
- 21 gennaio - Giacomo Schirone, politico e partigiano italiano († 1980)
- 21 gennaio - Ricardo Zamora, allenatore di calcio e calciatore spagnolo († 1978)
- 22 gennaio - Vicente Aguirre, calciatore argentino († 1990)
- 22 gennaio - Hans Erich Apostel, compositore tedesco († 1972)
- 22 gennaio - Joe Bradford, calciatore inglese († 1980)
- 22 gennaio - Sam Dalrymple, calciatore statunitense († 1981)
- 22 gennaio - Alberto Hurtado, gesuita cileno († 1952)
- 22 gennaio - Bernard Tucker, ornitologo britannico († 1950)
- 22 gennaio - Fred Zollner, imprenditore e dirigente sportivo statunitense († 1982)
- 24 gennaio - Enrico Bonfanti, politico e partigiano italiano († 1964)
- 24 gennaio - Cassandre, pubblicitario francese († 1968)
- 24 gennaio - Giulio De Nardo, scacchista italiano († 1975)
- 24 gennaio - Kenneth Hegan, calciatore inglese († 1989)
- 24 gennaio - Rodolfo Kubik, musicista e antifascista italiano († 1985)
- 24 gennaio - Michail Il'ič Romm, regista, sceneggiatore e docente sovietico († 1971)
- 24 gennaio - Edward Turner, designer britannico († 1973)
- 25 gennaio - Paolo Boetti, militare italiano († 1965)
- 25 gennaio - Angelo Di Castro, architetto italiano († 1989)
- 25 gennaio - Mildred Dunnock, attrice e insegnante statunitense († 1991)
- 25 gennaio - Carmelo Elorduy, gesuita, traduttore e sinologo spagnolo († 1989)
- 25 gennaio - Itzhak Stern, superstite dell'Olocausto polacco († 1969)
- 25 gennaio - Robert Wilder, romanziere, drammaturgo e sceneggiatore statunitense († 1974)
- 26 gennaio - Sebastiano Larco Silva, architetto italiano
- 26 gennaio - Mariano Picón Salas, scrittore, diplomatico e storico venezuelano († 1965)
- 26 gennaio - Paolo Porta, avvocato e funzionario italiano († 1945)
- 26 gennaio - Henrique da Silveira, schermidore portoghese († 1973)
- 27 gennaio - Willy Fritsch, attore e cantante tedesco († 1973)
- 27 gennaio - Art Rooney, dirigente sportivo statunitense († 1988)
- 27 gennaio - Jean Sauvaget, orientalista e storico francese († 1950)
- 28 gennaio - František Kopřiva, calciatore cecoslovacco († 1962)
- 29 gennaio - Arkadij Ivanovič Aris, scrittore e critico letterario russo († 1942)
- 29 gennaio - Mary Eaton, attrice statunitense († 1948)
- 29 gennaio - Silvio Giovaninetti, commediografo, critico teatrale e giornalista italiano († 1962)
- 30 gennaio - Rudolf Caracciola, pilota automobilistico tedesco († 1959)
- 30 gennaio - Hans Erich Nossack, scrittore, drammaturgo e giornalista tedesco († 1977)
- 31 gennaio - Blaž Arnič, compositore sloveno († 1970)
- 31 gennaio - Marie Luise Kaschnitz, scrittrice, poetessa e saggista tedesca († 1974)
- 31 gennaio - Vasilij Vasil'evič Kuznecov, politico sovietico († 1990)
- 31 gennaio - Angelo Verga, giurista italiano